# Willibald Kimmel
Pour les articles homonymes, voir Kimmel (homonymie).
Willibald Kimmel (né le 18 juillet 1929 à Pößneck et mort le 8 janvier 2011) est un homme politique allemand (CDU).

## Biographie
Kimmel dirige un cabinet d'avocats à Mannheim, pendant de nombreuses années avec Roland Hartung. En 1960, il est élu pour la première fois au Landtag de Bade-Wurtemberg. Là, il est le plus jeune député et représente la circonscription Mannheim-ville III. Il est porte-parole de la politique judiciaire et vice-président du groupe parlementaire CDU et président de la commission permanente. Kimmel est membre du parlement de l'État pendant 24 ans jusqu'à sa retraite en 1984 en tant que député le plus ancien.
Il fait partie du conseil d'administration de l'Agence de communication de l'État du Bade-Wurtemberg. Dans la région Rhin-Neckar, il est pendant de nombreuses années président de l'association régionale du Bas-Neckar et président du groupe parlementaire CDU de l'association régionale de Rhin-Neckar .
Kimmel est commandeur de l'ordre du Mérite de la République fédérale d'Allemagne. Il reçoit également l'ordre du Mérite de Bade-Wurtemberg en 1987 et la plaque Hermann Heimerich en 2001.